# Pythou
Pythou (grekiska: Πυθού) är en ö i Grekland. Den ligger i Pagaseiska viken i regionen Thessalien, i den centrala delen av landet, 140 km norr om huvudstaden Aten. Arean är 0,26 kvadratkilometer.